# Cayetana de la Cerda y Vera
Cayetana de la Cerda y Vera (1755-1798) va ser una aristòcrata espanyola, figura poc coneguda de la il·lustració. En 1781 va publicar una versió de les obres de Mme. de Lambert. L'any següent sol·licità llicència per a imprimir Les Americanes, de Jeanne-Marie Leprince de Beaumont, petició que seria denegada tant el 1782 com el 1791, quan ho torna a intentar. El procés i les apel·lacions van durar catorze anys, sense que li permeteren publicar l'obra. Va estar casada amb Bruno Domingo de Lalaing y Calasanz, primer espanyol en ser Comte de Lalaing.